# Paulinum lineatum
Paulinum lineatum är en nässeldjursart som beskrevs av Anita Brinckmann-Voss och Arai 1998. Paulinum lineatum ingår i släktet Paulinum och familjen Capitata. Inga underarter finns listade i Catalogue of Life.